# Tarma
|  | Per a altres significats, vegeu «Província de Tarma». |

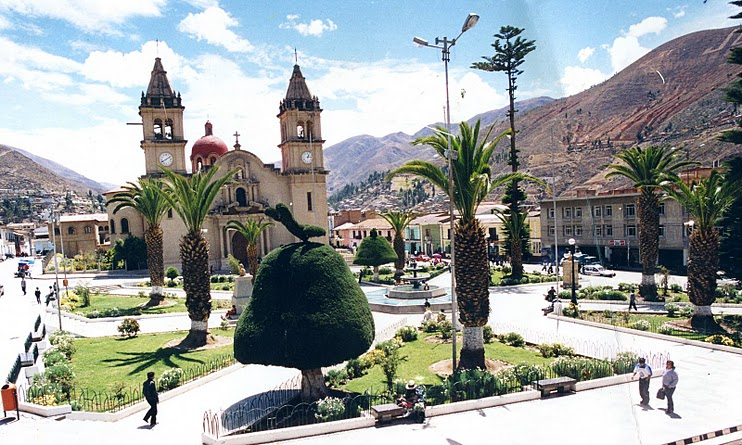
Plaça d'Armes de Tarma

Tarma és una ciutat al centre del Perú, capital de l'homònima província andí-amazónica en el departament de Junín. El nom de la ciutat deriva de la paraula quítxua tarama. Pot referir-se a les paraules tara planta que abundava a la zona i mayu (riu).

## Geografia

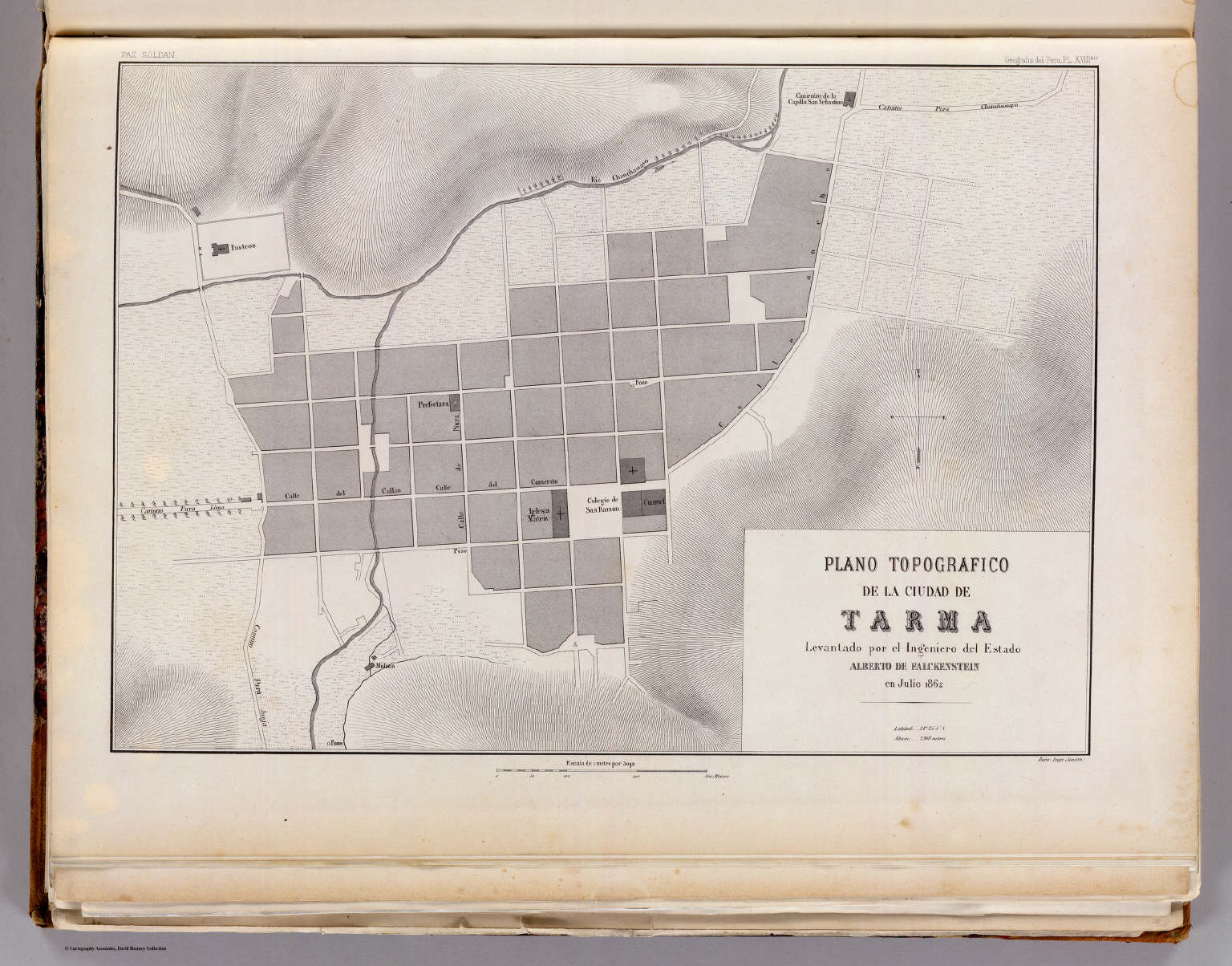
Mapa de Tarma de 1862

La ciutat de Tarma es troba al centre de la província de Tarma, departament de Junín, a aproximadament 230 km a l'est de la ciutat de Lima. Està situada a 3.050 msnm en a la Vall de Tarma —format pel riu del mateix nom— al vessant oriental de la Serralada dels Andes. Forma part de la conca hidrogràfica regional del riu Perené. Es troba a la Regió Quechua, amb clima temperat. La temperatura mitjana fluctua entre els 12 °C i 23 °C. Segons Wladimir Köppen seria un clima Cwb. En els mesos de desembre a febrer augmenta lleument el nivell de nuvolositat, hi ha més precipitació i la temperatura diària fluctua menys. La resta de l'any és caracteritzat per nits fresques i dies molt assolellats.
La Vall de Tarma és famós pel seu paisatge cultural, amb àmplies plantacions de flors i herbes aromàtiques, per la qual cosa és anomenat Valle de les flors. Juntament amb les Províncies de Junín i Yauli forma part de la nova Mancomunitat Altoandina, basada en la Llei Nº 29029. La seva ubicació estratègica la consolida com el punt de nexe entre la costa central (departaments de Lima i Ica), les províncies andines del centre (departaments de Junín, Pasco i Huánuco) i la selva central (províncies de Chanchamayo, Oxapampa, Satipo i Ucayali amb direcció al territori de Brasil).
La guia de viatges Lonely Planet recomana Tarma com a base turística per visitar la zona centro des de Huánuco fins a Huancayo i cap a Oxapampa. El geògraf italià Antonio Raimondi la va cridar Perla dels Andes.

### Població
La població provincial d'aproximadament 112.000 persones (comp. INEI 2007; 55.000 en el districte de Tarma i 57.000 en zones rurals) és principalment hispanoparlant mestissa, sobretot composta de descendents d'ètnies indígenes, espanyols, italians, xinesos i japonesos.

### Economia
Les activitats econòmiques més importants pertanyen al sector de serveis (comerç, turisme) i al sector públic (administració pública, salut, educació). El sector secundari és menys dominant. Destaca la producció cimentera per la fàbrica de UNACEM, que d'una banda és una de les més importants del Perú i genera un gran moviment econòmic i bancari; d'altra banda causa contaminació ambiental. El comerç depèn dels productes agrícoles locals, sobretot de la floricultura i herbicultura. Aparti existeix l'horticultura i fruticultura en els districtes limítrofs. Segons el sistema de Christaller, Tarma seria una ciutat central per a la serra i selva central, ja que funciona com a centre de comerç i educació a nivell regional.

### Urbanisme

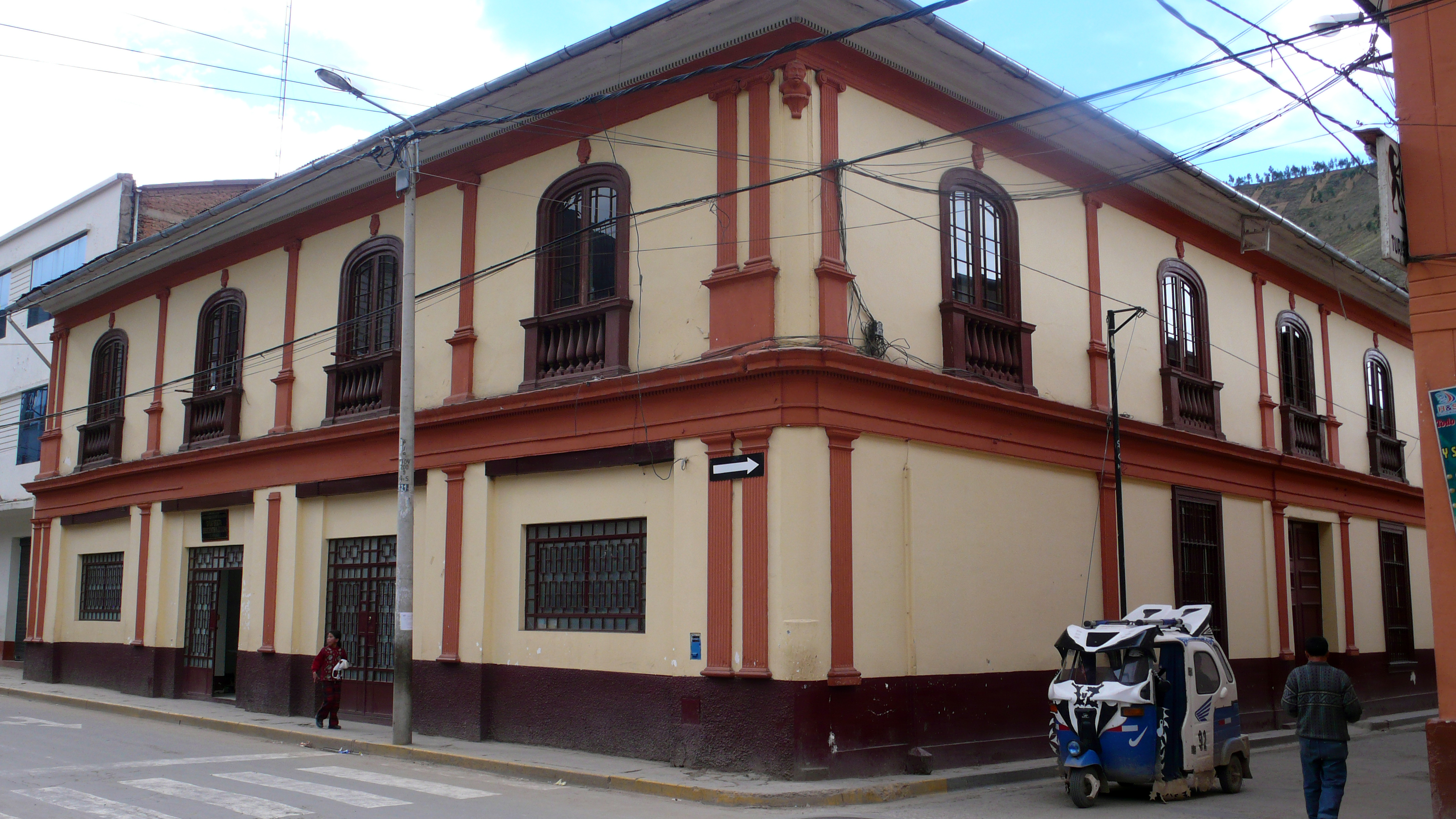
Casona del centre de Tarma

Tarma va ser planejada segons el model clàssic hispanoamericà del pla hipodámico, amb una plaça major, envoltada pel municipi la propietat del qual va pertànyer a la família Arrieta i l'església catòlica. D'aquí s'estén el centre històric, poma per poma, al llarg dels carrers principals Esquinçall Llima i Esquinçall Arequipa. Les casonas del centre històric són majoritàriament d'estil colonial i republicà. L'arquitectura republicana es va estendre durant el segle xix (aprox. 1800–1880) i pertany al estido de l'arquitectura neoclàssica. Originàriament totes les casonas estaven pintades de color blanc i amb teulada vermella.
En els últims anys va augmentar la destrucció d'aquestes construccions d'alt valor històric i turístic. La protecció i renovació urbana del centre històric i la seva incorporació al màrqueting de la ciutat seria de gran valor, no solament per raons històric-arquitectòniques, sinó sobretot per raons econòmic-turístiques.

## Història
L'assentament principal en època dels inques fou Tarmatambo. Sota el virrei Francisco de Toledo (1569-1572), es traslladà la capital al fons de la vall, rebent el nom de Santa Ana de Pampas. A partir de la segona mitat del segle xviii el poble passar a la categoria de vila amb el nom a Tarma. Per haver estat pobla d'indis no tenia acta de fundació com altres ciutats espanyoles.
Durant el Corregimiento de Tarma, va ser la major contribuent a la Corona Espanyola, i com a Intendència de Tarma, la seva extensió va abastar diversos territoris. El Primer Intendent de Tarma, Juan María Gálvez i Montes de Oca (1784) va sol·licitar al Rei d'Espanya, la jurisdicció provisional dels territoris de Selva Peruana per vigilar pels interessos de la Corona d'Espanya.
- Primer Intendent: Juan María de Gálvez i Montes de Oca.
- Alcalde de primer Vot: Lorenzo Antonio de Cárdenas i Hurtado de Mendoza.
- Alcalde Ordinari: Joseph de la Peña.
- Regidors: els senyors Tiburcio Gaona, Francisco A. Gonzáles, Vicente Moyano i Joseph Sotelo.

En 1815 es va realitzar en Tarma el primer cadastre, concloent-se que la vila tenia 755 cases i aproximadament 3500 habitants. En aquests anys Tarma era cap d'una de les vuit intendències en què es va dividir el virregnat, tanta va ser la importància que va tenir, que va comprendre els partits de Huánuco, Jauja, Cajatambo, Huamalies i Panataguas. La Intendència de Tarma va arribar a ser la major contribuent econòmica a la Corona d'entre totes les restants.

## Cultura

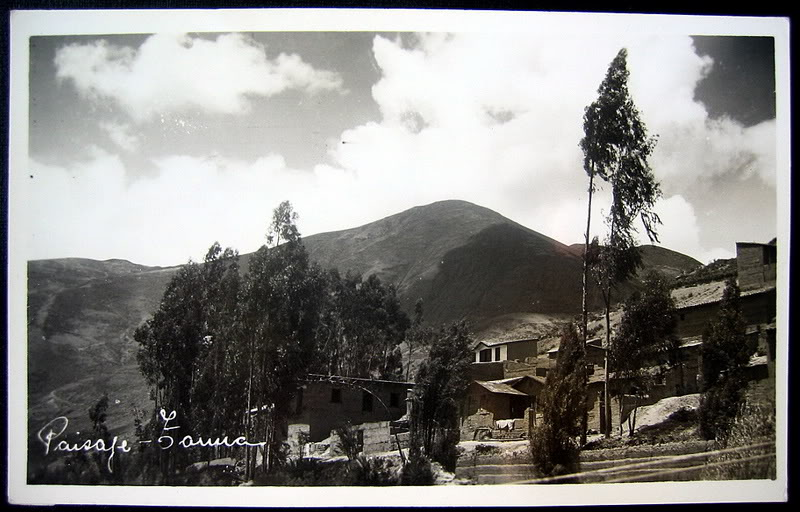
Paisatge de Tarma 1930

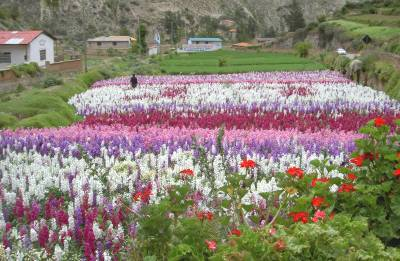
Campiña de flors de Tarma

### Atraccions
- Gruta de Huagapo "La Gruta més profunda del Món"[2]
- Artesanies de Sant Pere de Caixes.[3]
- 320 Llacunes altoandinas de Huasahuasi-Sant Pere de Caixes.
- Les papes nadiues.
- Plaza d'Armes
- Catedral de Santa Ana
- Capella del Senyor de la Presó
- Convent de la Germanes Clarisses
- Tarmatambo
- Centre Cultural Fortunato Cárdenas
- Andanes de Vitoc Anta
- Museu de la Cultura
- Santuari del Senyor de Muruhuay
- Sant Pere de Caixes
- Santuari Nacional Pampa Bella
- Cápac Ñan
- Gruta de Mamahuari
- Districte de Huasahuasi

### Trekking
Des de Tarma surt el Pampa Bella Trek, una ruta d'excursionisme a través de les zones Quechua, Suni, Puna i Yunga segons la divisió del geògraf Javier Polze Vidal. Es creua el Santuari Nacional Pampa Bella, una de les últimes àrees amb bosc nuvolós del Perú.
- la Setmana Santa Tarmeña amb les típiques catifes de flors,
- el Mes morat a l'octubre, festa del Senyor dels Miracles,
- el Festitarma Internacional, tradicional esdeveniment musical de festes pàtries,
- el Dia de la Gratitud, un dia en què es commemora al fill predilecte de Tarma Manuel A. Odria,
- el Carnestoltes tarmeño, festejat a partir del dia de Sant Sebastià,
- el Festival de la Tantawawa tarmeña, dedicat al pa andí de Tots els Santos.

### Gastronomia
Tarma és famosa per la seva producció de manjar blanc. Entre els plats típics del lloc es troba l'olla a força de col, carn de porc, papa i arròs. A més són clàssics el mondonguito italià preparat a força de ají i budells, tal com la sopa de patasca. Entre les sopes es troba també el xucli verd, fet a força de set herbes de la regió.